# Dez Anos Depois
Albums de Nara Leão
Coisas do Mundo
(1969) Meu Primeiro Amor
(1974)
Dez Anos Depois est un double album de bossa nova classiques de la chanteuse brésilienne Nara Leão, sorti en 1971.
Le premier album est entièrement acoustique. Les arrangements et l'accompagnement, faits par la chanteuse, guitariste et compositrice brésilienne Tuca, avec la ligne de piano occasionnel, ont été enregistrées à Paris en France. Le deuxième album a été enregistré à Rio de Janeiro. La guitare et la voix de Nara ont été comptabilisés séparément de l'accompagnement et de l'orchestration, qui ont été faits dans un studio avec les arrangeurs Roberto Menescal, Luiz Eça, et Rogério Duprat.

## Liste des titres
Disque 1
Face A
1. Insensatez (Tom Jobim - Vinícius de Moraes)
2. Samba de uma nota só (Tom jobim -  Newton Mendonça)
3. Retrato em branco e preto (Tom Jobim - Chico Buarque)
4. Corcovado (Tom Jobim)
5. Garota de Ipanema (Tom Jobim - Vinícius de Moraes)
6. Pois é (Tom Jobim - Chico Buarque)

Face B
1. Chega de Saudade (Tom Jobim - Vinícius de Moraes)
2. Bonita (Tom Jobim - Ray Gilbert)
3. Você e eu (Carlos Lyra - Vinícius de Moares)
4. Fotografia (Tom Jobim)
5. O grande amor (Tom Jobim - Vinícius de Moraes)
6. Estrada do sol (Tom Jobim - Dolores Duran)

Disque 2
Face A
1. Por toda minha vida (Tom Jobim - Vinícius de Moraes)
2. Desafinado (Tom jobim - Newton Mendonça)
3. Minha namorada (Carlos Lyra - Vinícius de Moraes)
4. Rapaz de bem (Johnny Alf)
5. Vou por aí (Baden Powell - Aloysio de Oliveira)
6. O amor em paz (Tom Jobim - Vinícius de Moraes)

Face B
1. Sábia (Tom Jobim - Chico Buarque)
2. Meditação (Tom Jobim - Newton Mendonça)
3. Primavera (Carlos Lyra - Vinícius de Moraes)
4. Este seu olhar (Tom Jobim)
5. Outra vez (Tom Jobim)
6. Demais (Tom Jobim - Aloysio de Oliveira)